# منتخب جنوب إفريقيا لكرة اليد للسيدات
منتخب جنوب أفريقيا لكرة اليد للسيدات هو الممثل الرسمي لجنوب أفريقيا في رياضة كرة اليد. شارك في بطولة أفريقيا لكرة اليد للسيدات مرة واحدة وكانت تلك المشاركة في سنة 1998، حقق فيها المركز السادس.